# Courcelles, Charente-Maritime
Courcelles là một xã trong tỉnh Charente-Maritime trong vùng Nouvelle-Aquitaine, tây nam nước Pháp. Xã Courcelles, Charente-Maritime nằm ở khu vực có độ cao trung bình 20 mét trên mực nước biển.
Thị trấn nằm bên hữu ngạn sông Boutonne, tạo thành phần lớn ranh giới phía đông của xã này.